# Ferdinand Petrovič Vrangel'
Il barone Ferdinand von Wrangel, in russo Фердинанд Петрович Врангель?, Ferdinand Petrovič Vrangel' (Pskov, 29 dicembre 1796 – Dorpat, 25 maggio 1870), è stato un ammiraglio ed esploratore russo. 
Fu membro onorario dell'Accademia russa delle scienze a San Pietroburgo (1855) e, nel 1845, uno dei fondatori della Società geografica russa.

## Biografia
Ferdinand von Wrangel nacque nella famiglia nobile baltico-tedesca dei Wrangel. Frequentò la scuola per allievi ufficiali di Marina fino al 1815. Prese parte alla circumnavigazione della terra di Vasilij Golovnin sul Kamčatka tra il 1817 e il 1819. Wrangel guidò la spedizione della Kolyma attraverso le terre nel nord. Stabilì che a nord del fiume Kolyma e di capo Šelagskij c'è il mare aperto, e non la terraferma come si pensava. Assieme a Fëdor Matjuškin e P. T. Koz'min, Wrangel descrisse la costa della Siberia dal fiume Indigirka alla baia Koljučinskaja nel mare dei Čukči, nei pressi del passaggio a nord-ovest. Le sue spedizioni diedero un grande contributo alla ricerche in glaciologia, geomagnetismo e climatologia, durante le quali raccolse anche dati sulle risorse naturali e sulle popolazioni native di quell'area remota, e nel 1823 diede la prova della separazione del continente russo da quello americano.
Dopo aver notato che stormi di uccelli volavano verso nord e aver raccolto informazioni tra le popolazioni native, determinò che doveva esserci un'isola sconosciuta nell'Oceano Artico e partì nel 1820 per una spedizione di quattro anni per scoprirla. Anche se la spedizione non ebbe successo, l'isola venne comunque chiamata isola di Wrangel in suo onore. Vrangel' guidò il viaggio intorno al mondo della nave Krotky tra il 1825 e il 1827. Mantenne la carica di capo amministratore degli insediamenti russi in America del Nord tra il 1829 e il 1835. Vrangel' fu il presidente della Compagnia russo-americana dal 1840 al 1849. Fu ministro della marina dal 1855 al 1857. Vrangel' si ritirò nel 1864, ma nel 1867 si oppose ancora alla vendita dell'Alaska agli Stati Uniti. Vrangel' scrisse Journey along the northern coastline of Siberia and the Arctic Ocean ed altri libri sui popoli dell'America nord-occidentale. Passò gli ultimi anni della sua vita a Roela, nell'Estonia orientale, in una villa comprata nel 1840.

## Luoghi che portano il nome di Wrangel
- Isola di Wrangel, l'isola artica a nord della penisola dei Ciukci che non riuscì a scoprire
- Isola di Wrangell, un'isola nell'Oceano Pacifico nell'arcipelago Alessandro, sulla costa dell'Alaska.
  - Wrangell, una città sull'isola di Wrangell e uno dei primi insediamenti non nativi dell'Alaska
  - Aeroporto di Wrangell, aeroporto vicino a Wrangell, Alaska
  - Wrangell-Petersburg Census Area la census area dell'isola di Wrangell
- Stretti di Wrangell, un tortuoso canale naturale nell'arcipelago Alessandro.
- Capo Wrangell nell'isola Attu il punto più occidentale dell'Alaska (e degli Stati Uniti)
- Monte Wrangell, un vulcano in Alaska
  - Wrangell Volcanic Field, prende il nome dal Monte Wrangel
  - Monti Wrangell, prende il nome dal Monte Wrangel
  - Wrangell-St. Elias National Park and Preserve, prende il nome dai Monti Wrangell
- Wrangellia, un terrane dell'Alaska sudorientale
- Ferdinand von Wrangell`i nim. Roela Põhikool, una scuola a Roelia